# Saint-Julien-sur-Bibost
Saint-Julien-sur-Bibost es una comuna francesa situada en el departamento de Ródano, de la región de Auvernia-Ródano-Alpes.

## Demografía
| 444 | 430 | 358 | 361 | 404 | 507 | 530 | 562 |
| Para los censos de 1962 a 1999 la población legal corresponde a la población sin duplicidades (Fuente: INSEE [Consultar]) |     |     |     |     |     |     |     |